# Southern Justice (film)
Southern Justice er en amerikansk stumfilm fra 1917 af Lynn Reynolds.

## Medvirkende
- Myrtle Gonzalez som Carolyn Dillon
- George Hernandez som Morgan
- Jack Curtis som Roger Appleby
- Jean Hersholt som Caleb Talbot
- Charles Hill Mailes som Dillon